# Austronecydalopsis curkovici
Austronecydalopsis curkovici là một loài bọ cánh cứng trong họ Cerambycidae.